# Leptotarsus zeylanicus
Leptotarsus zeylanicus är en tvåvingeart som först beskrevs av Alexander 1958.  Leptotarsus zeylanicus ingår i släktet Leptotarsus och familjen storharkrankar.
Artens utbredningsområde är Sri Lanka. Inga underarter finns listade i Catalogue of Life.